# Marc Pfertzel
Marc Pfertzel (Mulhouse, 21 mei 1981) is een Franse voetballer (flankspeler) die sinds 2010 voor de Griekse club AO Kavala uitkomt. Eerder speelde hij onder meer voor AS Livorno en VfL Bochum.